# Долиновка (Ставропольский край)
Доли́новка — село в составе Новоселицкого района (муниципального округа) Ставропольского края России.

## География
Расстояние до краевого центра: 121 км.
Расстояние до районного центра: 17 км.

## История
Село образовано в 1970 году путём объединения хуторов Красный Коневод (бывший Долиновка) и Усилие  (бывший Тельман) Александровского района Ставропольского края. В том же году был создан Долиновский сельсовет (бывший Южно-осетинский) с центром в селе Долиновка.
В 1972 году Долиновка вошла в состав вновь образованного Новоселицкого района.
На 1 января 1983 года территория Долиновского сельсовета включала 2 населённых пункта: село Долиновка (центр) и хутор Новая Надежда (упразднён в 1986 году):23.
На основании Указа Президента РФ от 26 октября 1993 г. № 1760 «О реформе местного самоуправления в Российской Федерации» Долиновский сельсовет прекратил свою деятельность.
До 16 марта 2020 года село образовывало упразднённое сельское поселение село Долиновка.

## Население
| 1989  | 2002  | 2010  | 2012  | 2013  | 2014  | 2015  |
| ----- | ----- | ----- | ----- | ----- | ----- | ----- |
| 1208  | ↗1726 | ↘1643 | ↘1619 | ↘1617 | ↘1612 | ↘1604 |
| 2016  | 2017  | 2018  | 2019  | 2020  | 2021  |       |
| ↗1622 | ↗1658 | ↗1691 | ↘1668 | ↗1685 | ↘1629 |       |

Национальный состав
По данным переписи 2002 года, в национальной структуре населения русские составляли 26 %, осетины — 28 %.
По итогам переписи населения 2010 года проживали следующие национальности (национальности менее 1 %, см. в сноске к строке "Другие"):
| Национальность | Численность | Процент |
| -------------- | ----------- | ------- |
| Осетины        | 458         | 27,88   |
| Русские        | 428         | 26,05   |
| Азербайджанцы  | 349         | 21,24   |
| Даргинцы       | 199         | 12,11   |
| Аварцы         | 69          | 4,20    |
| Армяне         | 24          | 1,46    |
| Табасараны     | 22          | 1,34    |
| Другие         | 94          | 5,72    |
| Итого          | 1643        | 100,00  |

## Инфраструктура
- Дом культуры[24]. Открыт 6 ноября 1966 года[25]
- Библиотека. Открыта 19 апреля 1948 года[26]
- Детский сад № 6[27]
- Средняя общеобразовательная школа № 7. Открыта 11 октября 1988 года[28]
- Три кладбища[29].

## Памятники
- Памятник «Скорбящая мать». Открыт 26 апреля 1969 года[30]
- Братская могила советских воинов, погибших в борьбе с фашистами. 1942—1943, 1947 года, реставрация в 1957 году[31]
- Памятник Э. Тельману. 1965 год[32]
- Памятник В. И. Ленину. 1965 год[33]
- Памятник В. И. Ленину. 1970 год[34]
- Бюст героя Советского Союза И. Х. Байрамова. 1970 год[35]